# Huhúteni
Huhúteni (Hohodene), ogranak Indijanaca Baníwa do Içana s rijeke Aiary u bazenu gornjem toka Rio Negra, u brazilskoj državi Amazonas. Huhúteni se sastoje od pet manjih grupa Maulieni, Mulé dakenai, Hohodene, Adzáneni i Alidali dakenai. Govore istoimenim jezikom ili dijalektom, jezična porodica Arawakan, a Nimuendajú ih (1950) klasificira među Baníwa do Içana i locira na srednjem toku Içane, navodeći dalje da Tatú-tapúya ili Adzáneni govore curripaco.

## Vanjske poveznice
- Semantic Construction in Hohodene Kalidzamai Chants for Initiation  Arhivirana inačica izvorne stranice od 7. srpnja 2007. (Wayback Machine)